# كل شخص يكره كريس
كل شخص يكره كريس هو مسلسل تلفزيوني امريكي فيه 88 حلقة تبلغ مدة كل حلقة 22 دقيقة ، قام بانشاءه كل من علي لوروا وكريس روك.

## القصة
هذه السلسلة هي عبارة عن السيرة الذاتية لكريس روك، وهو أميركي من أصل أفريقي الذي بدلا من حضور كلية أصدقائه السود المحليين، ينتهي به الامر في كلية للبيض. على الرغم من الصراعات التي توجد مع العديد من الطلاب في كليته (لا سيما كاروسو)، اكتسب كريس صديقا هذا هو غريغ ووليغر، وهو رجل موهوب الذي غالبا ما يكون هدفا من الفتوات الكلية. بالإضافة إلى حياته الصعبة في الكلية، لم تجعل عائلته الأمر سهلاً عليه. أولا هناك والدته روشيل، مدمنة على سلاحف الشوكولاته، الذي تبدأ دائما بالصراخ في وجهه إلى حد يصم له اذنيه ثم يأتي والده بوليوس الذي يعرف سعر جميع المنتجات الموجودة. كريس لديه أيضا شقيق اسمه درو، الذي على الرغم من نفسه، يحب صيد الإناث من جميع الأعمار. وأخيرا، هناك تونيا، شقيقته العدو اللدود والخبيرة في فن الابتزاز.

## استقبال
تلقى المسلسل اشادة من النقاد. حيث اختاره معهد الفيلم الأمريكي واحدًا من أفضل 10 مسلسلات تلفزيونية لعام 2007، مشيرًا إلى أن العرض «يقدم نظرة حقيقية جدًا على النمو في أمريكا - وهو تحد يتطلب مناقشة العرق والطبقة التي غالبًا ما تكون غائبة عن التلفزيون اليوم». تم اختيار المسلسل ضمن أفضل البرامج المدرسية على الإطلاق بواسطة AOL TV.